# Jack Givens
Jack "Goose" Givens (Lexington, Kentucky, 21 de septiembre de 1956) es un exjugador de baloncesto estadounidense que disputó 2 temporadas en la NBA y cinco más en Japón. Con 1,96 metros de altura, lo hacía en la posición de escolta. Su apodo, Goose (oca) proviene de su época de instituto, ya que sus compañeros decían que su forma de jugar les recordaba a Goose Tatum, un antiguo jugador de los Harlem Globetrotters.

## Trayectoria deportiva

### Universidad

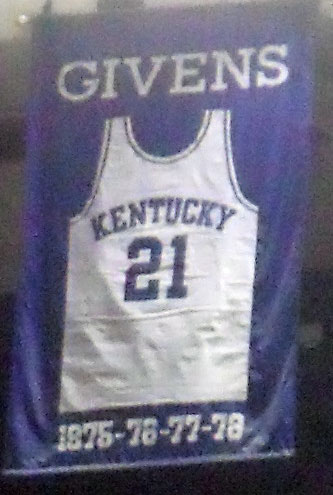
La camiseta de Givens, retirada por Kentucky Wildcats.

Jugó durante cuatro temporadas con los Wildcats de la Universidad de Kentucky, en las que promedió 15,4 puntos, 6,0 rebotes y 2,0 asistencias por partido. Tras haber llegado a la Final Four de la NCAA en su primera temporada, cayendo en la final ante UCLA, volvió a repetir en 1978. Allí se encontraron en semifinales a la Universidad de Arkansas, a la que derrotaron con una gran actuación de Givens, que fue el máximo anotador del partido con 23 puntos. Pero su momento de gloria lo viviría en la final, en la que derrotaron a la Universidad de Duke por 94-88, con Givens de nuevo como máximo anotador, logrando casi la mitad de los puntos de su equipo, 41. Ya en el descanso había logrado 23 puntos, incluidos los últimos 16 del primer periodo. Fue elegido Mejor Jugador del Torneo.
Tras haber sido elegido Mr. Basketball del estado de Kentucky e incluido en el Parade All-American en su etapa de high school, Givens fue incluido en sus tres últimas temporadas en el mejor quinteto de la Southeastern Conference, y vio como su camiseta con el número 21 fue retirada como homenaje. Previamente, en 1976 capitaneó a su equipo en la victoria en el National Invitation Tournament, derrotando en la final a la Universidad de Carolina del Norte en Charlotte por 71-67, en un partido en el que consiguió 6 puntos y 4 rebotes.
Fue además incluido en el segundo equipo All American en 1978.

### Profesional
Fue elegido en la decimosexta posición del Draft de la NBA de 1978 por Atlanta Hawks, donde se convirtió en el suplente de John Drew. En su primera temporada promedió 7,7 puntos y 2,9 rebotes por partido. Jugó una temporada más en los Hawks, sin mejorar sus estadísticas, por lo que no fue protegido por su equipo en el draft de expansión de esa temporada, siendo elegido por los Dallas Mavericks, pero fue desestimado y no llegó a jugar en el equipo tejano.
Al no encontrar hueco en la liga, se fue a jugar a Japón, donde permaneció 5 temporadas hasta retirarse definitivamente.

## Estadísticas de su carrera en la NBA

### Temporada regular
| Temporada | Edad | Equipo        | Liga | P   | TIT | MIN  | TC  | TCA | %TC  | 3P  | 3PA | %3P  | TL  | TLA | %TL  | R.OF. | R.DEF. | REB | ASIS | ROB | TAP | PER | FP  | PTS |
| 1978-79   | 22   | Atlanta Hawks | NBA  | 74  |     | 18.2 | 3.2 | 7.6 | .415 |     |     |      | 1.4 | 1.8 | .756 | 1.3   | 1.6    | 2.9 | 1.1  | 1.0 | 0.2 | 1.0 | 1.6 | 7.7 |
| 1979-80   | 23   | Atlanta Hawks | NBA  | 82  |     | 15.3 | 2.2 | 5.8 | .385 | 0.0 | 0.0 | .000 | 1.3 | 1.6 | .828 | 1.4   | 1.6    | 3.0 | 0.7  | 0.6 | 0.2 | 0.7 | 1.6 | 5.7 |
| Total     |      |               | NBA  | 156 |     | 16.7 | 2.7 | 6.6 | .401 | 0.0 | 0.0 | .000 | 1.3 | 1.7 | .791 | 1.4   | 1.6    | 2.9 | 0.9  | 0.8 | 0.2 | 0.9 | 1.6 | 6.7 |

### Playoffs
| Temporada | Edad | Equipo        | Liga | P  | MIN | TCA | TC | 3PA | 3P | TLA | TL | R.OF. | REB | ASIS | ROB | TAP | PER | FP | PTS | %TC  | %3P | %FT   | MIN | PTS | REB | AST |
| 1978-79   | 22   | Atlanta Hawks | NBA  | 9  | 81  | 10  | 30 |     |    | 3   | 3  | 7     | 21  | 3    | 1   | 2   | 5   | 9  | 23  | .333 |     | 1.000 | 9.0 | 2.6 | 2.3 | 0.3 |
| 1979-80   | 23   | Atlanta Hawks | NBA  | 4  | 36  | 3   | 14 | 0   | 0  | 0   | 0  | 1     | 5   | 3    | 2   | 0   | 3   | 7  | 6   | .214 |     |       | 9.0 | 1.5 | 1.3 | 0.8 |
| Total     |      |               | NBA  | 13 | 117 | 13  | 44 | 0   | 0  | 3   | 3  | 8     | 26  | 6    | 3   | 2   | 8   | 16 | 29  | .295 |     | 1.000 | 9.0 | 2.2 | 2.0 | 0.5 |

## Vida posterior
Durante su estancia en Japón, entre temporada y temporada se dedicó a ser comentarista deportivo de partidos de high school de Kentucky, llegando a ser el comnentarista de los Orlando Magic desde que el equipo llegó a la liga en 1989 hasta 2004, cuando fue reemplazado por Matt Guokas. Trabajó también para la TBS.
En 2004 fue acusado de abuso sexual sobre una niña de 14 años a la que entrenaba a baloncesto en la casa de ella. Según declaró la menor, después del entrenamiento los dos se bañaron en la piscina, y Givens la acarició, para posteriormente intentar obligarla a tener sexo oral en el cuarto de baño. Fue declarado inocente en el juicio celebrado un año más tarde.